# Crateromys australis
Crateromys australis là một loài động vật có vú trong họ Chuột, bộ Gặm nhấm. Loài này được Musser, Heaney, & Rabor mô tả năm 1985.

## Hình ảnh

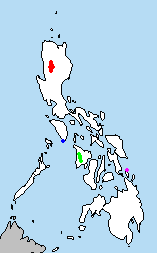